# Галицкая армия
Га́лицкая армия (укр. Галицька Армія) — регулярная армия Западно-Украинской Народной Республики (ЗУНР), после провозглашения Акта Злуки — одна из армий Украинской Народной Республики (УНР), c 17 ноября 1919 года по Зятковским соглашениям вошла в состав Вооружённых сил Юга России (ВСЮР) как Украинская Галицкая армия (укр. Українська Галицька армія). С начала 1920 года была переформирована в Красную Украинскую Галицкую армию (укр. Червона Українська Галицька Армія) в составе Рабоче-крестьянской Красной армии (РККА).

## История возникновения и существования
Галицкая армия создавалась на основе легиона украинских сечевых стрельцов (УСС), дислоцировавшегося на 1 ноября 1918 года в районе Черновцов (270 км от Львова), а также частей австро-венгерской армии, состоящих полностью или большей частью из украинцев. Таковыми на 1 ноября 1918 года были 15-й пехотный полк (Тернополь), 19-й пехотный полк (Львов), 9-й и 45-й пехотные полки (Перемышль), 77-й пехотный полк (Ярослав), 20-й и 95-й пехотные полки (Станислав, в настоящее время Ивано-Франковск), 24-й и 36-й пехотные полки (Коломыя), 35-й пехотный полк (Золочев).
Призыв в Галицкую армию мужчин 18—35 лет осуществлялся на основании Закона о всеобщей воинской повинности ЗУНР от 11 ноября 1918 г. По этому закону территория ЗУНР была разделена на 3 военные области (с центрами в городах Львов, Тернополь, Станислав), каждая из которых была разделена на 4 военных округа. Командиры — Антон Кравс, Мирон Тарнавский, Осип Микитка.

### Зарождение армии
Первые полевые подразделения Галицкой армии создавались стихийно в ходе создания независимого западноукраинского государства — Западно-Украинской Народной Республики — в ответ на создание польских боевых групп, выступавших против самостоятельности Галичины. Уже 1 ноября 1918 года поляки подняли восстание во Львове, а 11 ноября заняли стратегически важный город Перемышль. До конца декабря 1918 года Галицкая армия состояла из разнородных боевых групп, которые нельзя было назвать регулярной армией. Всего их насчитывалось пятнадцать. Наиболее сильными были группы, действовавшие под Львовом: «Навария», «Старое Село» и «Восток». На севере ЗУНР была создана группа «Север» полковника Осипа Мыкытки. Юго-западнее Львова областное командование в Стрые (полковник Гриць Коссак) имело в своём распоряжении группы «Команча», «Лютовиска», «Старый Самбор», «Глыбока», «Крукеничи», «Рудки», «Юг-1» и «Юг-2». Все они практически действовали в отрыве друг от друга и нередко не имели связи с Верховным командованием. В результате пополнения численный состав армии возрастал. На 10 декабря 1918 года, когда армию возглавил генерал Омельянович-Павленко, её численность составляла около 30000 человек при 40 орудиях, не считая надднепрянских частей.
В то время фронт проходил от Тисны на юго-западе до Хирова и, минуя Перемышль, до Львова; линия фронта огибала город, далее шла к Яворову и мимо Любачева на Раву-Русскую — Белз, примыкая к силам УНР на Холмщине. В январе-феврале 1919 года Галицкая армия была реорганизована в три корпуса и стала по-настоящему регулярной армией.
Численность войск составляла в ноябре 1918 г. - около 25 тыс. человек при 40 орудиях, а в августе 1919 г. – 52 тыс. человек при 158 орудиях и 546 пулеметах.

### Участие в боевых действиях
С ноября 1918 года до июля 1919 года Галицкая армия принимала участие в Польско-украинской войне при осаде Львова, Вовчуховской и Чертковской операциях. С июля до сентября 1919 года совместно с действующей Армией УНР принимала участие в боях с Красной армией на Правобережной Украине.
Встретившись в августе 1919 года с наступающими из Донбасса и Одессы частями Вооружённых сил Юга России, в боевые столкновения с ними не вступала, выясняя их отношение к независимости Украинской Народной Республики.
После открытия боевых действий с Вооружёнными силами Юга России в сентябре 1919 г. принимала участие в боях против них совместно с действующей Армией УНР. В ноябре 1919 года, согласно договорённости Верховного командования Галицкой армии и командующего Войсками Новороссийской области ВСЮР, Галицкая армия (переименованная в Украинскую Галицкую армию) после подписания договора в Зятковцах от 6 ноября 1919 года и денонсации правительством ЗУНР в начале декабря 1919 года «Акта Злуки», заключила военный союз с Вооружёнными силами Юга России.
Будучи почти полностью небоеспособной из-за эпидемии тифа, Украинская Галицкая армия в начале 1920 года перешла на сторону наступающей Красной армии, после чего была переименована и переформирована в ЧУГА (Червона Українська Галицька армія), или Красную Украинскую Галицкую Армию. С декабря 1919 года по апрель 1920 года армия дислоцировалась преимущественно в Балтском и Ольгопольском уездах Подольской губернии. Штаб армии находился в Балте.
Запрет национальной символики, гонения на священнослужителей в рядах армии, насаждение вражды между офицерами и солдатами привели к недовольству личного состава условиями службы. По мнению руководителя филиала Национального института стратегических исследований в Одессе, именно это привело к тому, что в апреле 1920 года кавалерийский полк во главе с атаманом Эдмундом Шепаровичем перешёл на сторону противника во время весеннего наступления польской армии и УНР. После этого по приказу полевого штаба ЧУГА бо́льшая часть галичан была отправлена на фронт. Для закрытия госпиталя, где ещё находились раненые, была создана «команда частей». 8 апреля «команда частей» была арестована чекистами. ЧК обратилась ко всем военнослужащим УГА с требованием пройти регистрацию — под угрозой расстрела. Начались аресты. Многие военнослужащие УГА скрывались в частных домах в Одессе и оттуда перебирались в сёла. Больные в госпитале голодали. В Одессе был основан «Комитет украинок», который собирал деньги, хлеб, молоко, другие продукты питания. 20 апреля в Одессу приехал поручик Галицкий с полномочиями от центральной власти в Киеве. Арестованных освободили, и их якобы было решено вывезли из Одессы. Вечером 23 апреля они на товарной станции сели в поезд. Но паровоз не подали, и люди легли спать. Ночью вагон окружил отряд ЧК и обстрелял из пулемётов. Погибло от 20 до 60 человек (в советских газетах было заявлено, что они «пали жертвой гнева рабочего класса, возмущённого их предательством»). Раненых отправили в больницу, остальных арестовали. Затем прошли аресты и в больнице. По обвинению в «контрреволюции» ЧК ликвидировала «Комитет украинок». Впоследствии многие из офицеров-галичан были расстреляны, а те из галичан, кто успел сбежать за границу, попали в польские концлагеря, где большинство из них погибло от голода, инфекционных заболеваний и жестокого обращения.

## Рода войск
70 % личного состава состояло в пехоте (петлицы и нарукавные нашивки синего цвета).
Артиллерия (петлицы и нарукавные нашивки красного цвета) имела на вооружении более 60 батарей. В начальный период использовались австро-венгерские орудия 8 cm FK M.5, позднее — российские 76-мм дивизионные пушки образца 1902 года.
Коннице не придавалось большого значения, поскольку предполагалось ведение позиционной войны, была образована конная бригада (петлицы и нарукавные нашивки жёлтого цвета).
Существовал также авиационный полк с авиабазой в с. Красне, созданный в том числе при помощи бывших офицеров российской императорской армии и имел на вооружении около 40 самолётов, в том числе 16 типа «Бранденбург», 12 L.F.G, «Ньюпоры» из состава армии бывшей Российской империи и немецкие «Фоккеры». Командовал полком полковник Б. Губер, после его смерти при взрыве на аэродроме — полковник Кануков. В составе полка были включены лётная школа, сотни технического и аэродромного обслуживания. Результатом боевых действий полка явились 16 сбитых польских самолётов. Также выполнялись задания по разведке и бомбардировке вражеских позиций
Части технического обеспечения включали 5 сапёрных сотен, полк связи с телефонными сотнями. Автоколонна УГА состояла из 36 автомобилей, 42 мотоциклов и была реорганизована в самоходный курень. Технические и инженерные части имели петлицы и нарукавные нашивки серого цвета.
Бронетехника в УГА была представлена 8 броневиками и 2 бронепоездами.
Санитарная служба была организована по образцу санслужбы Австро-Венгрии и имела в распоряжении 2—5 полевых госпиталя и санитарный поезд.
Кроме того, существовала полевая жандармерия, разведслужба, ветеринарные отделы при штабах, посты полевой почты и др.

## Организация
Украинская Галицкая Армия (УГА) не имела в своём составе дивизий, а только корпусы и бригады. Бригада состояла из штаба, штабной (булавной) сотни, 4 куреней (батальонов) пехоты, одной конной сотни, одного артиллерийского полка с артиллерийской мастерской и складом боеприпасов, одной сапёрной сотни, одного отделения связи, обозного склада и бригадной лечебницы. В некоторых бригадах было больше куреней пехоты (5-6), а в некоторых эти курени объединялись ещё и в полки трёхкуренного состава. Конная бригада состояла из 2 полков конницы, к которым могли быть приданы 1-2 конно-артиллерийские батареи, конную техническую сотню и конную сотню связи. Зачатки их при конной бригаде уже существовали.
Отдельные бригады УГА имели следующие названия:
- 1-я Украинских Сечевых Стрельцов
- 2-я Коломыйская
- 3-я Бережанская
- 4-я Золочивская
- 5-я Равская
- 6-я Сокальская
- 7-я Львовская
- 8-я Самборская
- 9-я Белзкая
- 10-я Яворовская
- 11-я Стрыйская
- 14-я Станиславовская
- 15-я Станиславовская
- 16-я Чортковская
- 17-я Бучачская
- 18-я Тернопольская
- 21-я Тернопольская

### Командование
Всеми военными делами в ЗУНР ведал Государственный секретариат (министерство) военных дел (ГСВД). Он действовал до 9 июня 1919 г. и состоял из 16 отделов и канцелярии. Его возглавляли полковник Дмитрий Витовский, а после его гибели в авиакатастрофе в германской Силезии (летал в Берлин за немецкой помощью) — полковник Виктор Курманович. С момента провозглашения диктатуры (9 июня 1919 года) функции ведомства перешли частью к Верховному командованию УГА, а частью — к новосозданной Военной канцелярии диктатора (шеф — полковник Карел Долежал, чех по национальности).
Верховное командование возглавляло все части, находящиеся на фронте и ведущие боевые действия. Все остальные части подчинялись через тыловые окружные команды ГСВД. Структура командования и штабов полностью копировала австро-венгерскую.

## Униформа и знаки различия
В начальный период своего существования личный состав армии носил в основном форму австрийского образца, дополненную элементами национальной символики. 31 января 1919 года начальнику письменного отдела ГСВД четару Боберскому было поручено начать разработку униформы и знаков различия нового образца. Некоторые промежуточные наработки были продемонстрированы военному руководству на совещании 26 марта. Окончательный вариант был утверждён XLVI распоряжением ГСВД от 22 апреля 1919 года, опубликованным в первых числах мая, в 11-й части «Вестника Государственного Секретариата Военных Дел».
Устанавливалась униформа единого образца для всех родов войск, состоявшая из шапки-мазепинки, полевого мундира, штанов и шинели. Униформа являлась полевой и парадной одновременно. Для военных священников предусматривался мундир особого покроя — так называемый «духовный жупан». Материалом служило шерстяное сукно зеленовато-землистого цвета, в случае отсутствия такового разрешалось использование материи других расцветок.
Полевой мундир (укр. блюза) был однобортным, на шести гладких металлических пуговицах диаметром 20 мм, стояче-отложным воротником и четырьмя карманами с клапанами на пуговицах — верхние карманы накладные, с вертикальной складкой по центру, нижние прорезные. На мундире имелись суконные погоны (барчики), нижний край которых вшивался в плечевой шов, а верхний застёгивался на пуговицу. Правый погон имел контрпогончик (силька), расположенный на расстоянии 5 см от плечевого шва.
Шинель (официально — плащ) застёгивалась на шесть пуговиц, в два ряда, размещённых на клапанах пришитых к левому краю. Сзади имелся разрез застёгивавшийся на пуговицы — две у пехотинцев и четыре у кавалеристов и артиллеристов. Имелись погоны, схожие с погонами мундира. На воротнике имелся специальный хлястик с пуговицей, позволявший фиксировать воротник в поднятом состоянии. На шинели, как и на мундире, размещались петлицы цвета рода войск.
Штаны свободные в бёдрах и коленях, облегающие ниже колен, с двумя карманами. Старшинам и подстаршинам разрешалось ношение вне службы длинных штанов свободного покроя, из чёрной материи с кантов цвета рода войск. Обувью служили ботинки с обмотками или сапоги.
Петлицы (вилогi) прямоугольной формы, имели длину 7,5 см, и по три треугольных выреза сверху и снизу, придававших им характерную зубчатую форму. Как упоминалось выше, петлицы были цвета рода войск:
- Высший командный состав — малиновый в бархате
- Пехота, музыканты — тёмно-синий
- Артиллерия (включая миномётчиков) — вишнёво-красный
- Кавалерия — жёлтый
- Саперы, пионеры, железнодорожники, телеграфисты, радисты, лётчики, водители, прожектористы — пепельный
- Обоз — тёмно-зелёный
- Врачи, санитары — чёрный
- Инженерные и крепостные старшины — тёмно-жёлтый
- Ветеринары — кофейный
- Военные священники — фиолетовый
- Военные юристы — стальной
- Интенданты — бордово-красный в бархате
- Счетоводы — светло-зелёный
- «Пищевые» старшины — голубой
- Военные урядники — светло-бронзовый[9]

На левом рукаве полагалось носить знаки военной специальности, в виде букв, причём они частично дублировали цвета рода войск:
- Мм — миномётчики
- Сп — сапёры
- Пн — пионеры
- Зл — железнодорожники (зелізничники)
- Тґ — телеграфисты
- Рд — радисты
- Лт — лётчики
- Сх — водители (самохідці)
- Св — прожектористы (світильніки)
- Лк — врачи (лікарі)
- Cc — пулемётчики (скорострільці)
- Тф — телефонисты
- Мз — музыканты[8]

Знаками различия служили нашивки (пружки) в нижней части рукава. До звания полковника включительно — на суконной подкладке цвета рода войск. Внешний вид нашивок, с подкладкой тёмно-синего (пехотного) цвета, приведён в таблице ниже (следует учесть, что рядовым (стрельцам) нашивок не полагалось):
|                 |           |                   |                                |                    |
| Старший стрелец | Вистун    | Десятник          | Старший десятник (Подхорунжий) | Булавный           |
|                 |           |                   |                                |                    |
| Хорунжий        | Четар     | Поручник          | Сотник                         | Отаман             |
|                 |           |                   |                                |                    |
| Подполковник    | Полковник | Генеральный четар | Генеральный поручник           | Генеральный сотник |

## Награды
В августе 1928 года в Берлине коллегией старшин Украинской Галицкой армии (УГА) был учрежден Орден Галицкого Креста. В состав кавалеров Ордена входили командующий Украинской Галицкой армией генерал-хорунжий Мирон Тарнавский, генерал-лейтенант Михаил Омельянович-Павленко, генерал-хорунжий Антон Кравс и другие (всего 15 действительных членов и 10 кандидатов). Производилась награда в Вене. Ей награждались воины УГА и гражданские лица, и планировалось наградить разными её степенями всех офицеров и военнослужащих УГА.